# بول (نوشهر)
بول هي مدينة في مقاطعة نوشهر، إيران. عدد سكان هذه المدينة هو 3,150 في سنة 2016.